# Mara bar Sérapion
Mara bar Sérapion (c'est-à-dire « Mara fils de Sérapion ») est l'auteur indiqué en en-tête d'une lettre en syriaque d'un père à son fils (« Mara, fils de Sérapion, à Sérapion, mon fils, salut ! ») conservée dans un manuscrit de la British Library, le Ms. Add. 14 658, daté du VIIe siècle.

## Description du texte
Ce manuscrit fait partie d'un ensemble provenant de la bibliothèque du monastère des Syriens dans le Ouadi Natroun, en Égypte, acquis en 1843 par le British Museum (la Nitrian Collection). Il contient un recueil de textes en syriaque représentatifs de la culture philosophique profane d'un lettré syrien des VIe et VIIe siècles : corpus logique aristotélien (textes d'Aristote et de ses commentateurs grecs traduits en syriaque, textes de Serge de Reshaina), dialogues philosophiques sur des sujets comme l'âme ou le destin (dont le fameux Livre des lois des pays, œuvre de Philippe disciple de Bardesane), sentences attribuées à Ménandre, Dits de Platon, Sentences de Théano, etc. La lettre de Mara bar Sérapion à son fils représente de même essentiellement un développement sur des thèmes de philosophie morale : exhortation à persévérer dans l'étude, source de grandes satisfactions à long terme, et à affronter sereinement les vicissitudes de la vie, qui n'ont pas été épargnées à la famille.
On n'a aucune information sur cette lettre et son auteur en dehors de sa présence dans cet unique manuscrit. On comprend en la lisant que l'auteur a fait partie d'un groupe d'hommes chassés de leur patrie, dont certains au moins venaient de Samosate :
« Tu as entendu, à propos de nos compagnons, que quand ils quittaient Samosate, ils étaient affligés, et comme s'ils accusaient l'époque ils disaient : Nous sommes maintenant loin de notre pays, et il n'est pas possible que nous retournions dans notre cité, que nous voyions nos proches, que nous célébrions nos dieux. Il convenait d'appeler ce jour un jour de lamentation, car une terrible affliction les possédait tous. Ils pleuraient en se remémorant leurs pères, ils pensaient à leurs mères en sanglotant, ils ressentaient une grande tristesse pour leurs frères, et étaient accablés à cause des fiancées qu'ils laissaient derrière eux. Et quand nous entendîmes que leurs anciens compagnons allaient à Séleucie, nous partîmes secrètement, les rejoignîmes, et unîmes notre propre misère à la leur. [...] Nous voyions nos frères et nos enfants captifs, nous nous rappelions nos compagnons morts, reposant dans un pays étranger. [...] Quelle joie pouvaient avoir des hommes qui étaient captifs, et qui vivaient de telles épreuves ? »
On apprend plus loin que les responsables de ces épreuves sont les Romains :
« Si les Romains nous permettent de retourner dans notre propre pays, comme la justice et l'équité le commandent, ils se montreront humains et gagneront le nom d'hommes bons et justes, et en même temps ils auront un pays pacifique dans lequel habiter. Car ils prouveront leur grandeur en nous laissant libres, et nous nous soumettrons au pouvoir souverain que l'époque nous impose. »
À la fin de la lettre, il est question d'une détention de Mara auprès d'un de ses amis (curieusement évoquée à la troisième personne) :
« Mara, fils de Sérapion, fut interrogé par un de ses amis qui était dans les chaînes à ses côtés : Par ta vie, Mara, dis-moi quelle cause de rire tu as vue, pour que tu ries ainsi. Je ris du Temps, répondit Mara, car il ne m'a rien emprunté en fait de mal, mais m'en restitue. »
Un autre passage de la lettre a attiré l'attention des historiens :
« Que devons-nous dire quand les sages sont conduits de force par des tyrans ? [...] Quel bénéfice les Athéniens ont-ils tiré de la mise à mort de Socrate, vu qu'ils ont reçu comme rétribution la famine et la peste ? Ou les habitants de Samos en brûlant Pythagore, vu qu'en une heure tout leur pays a été couvert de sable ? Ou les Juifs du meurtre de leur roi sage, vu que de ce moment même ils ont été privés de leur royaume ? Car Dieu a vengé avec justice la sagesse des trois : les Athéniens sont morts de famine ; les habitants de Samos ont été irrémédiablement recouverts par la mer ; et les Juifs, livrés à la désolation, expulsés de leur royaume, sont dispersés dans tous les pays. Socrate n'est pas mort, grâce à Platon ; Pythagore non plus, grâce à la statue d'Héra ; et le roi sage non plus, grâce aux nouvelles lois qu'il a établies. »
Ce texte énigmatique a été très diversement interprété. L'auteur se réfère principalement à la culture grecque : en plus de Socrate et Pythagore, il est question de Darius, Polycrate, Achille, Agamemnon, Priam, Archimède et Palamède. Quant au « roi sage » des Juifs qui a été mis à mort, mais a laissé des lois, il n'est pas nommé, mais ce paraît bien être Jésus le Nazôréen, évoqué dans des termes non chrétiens. Pour les circonstances historiques auxquelles il est fait allusion, on a souvent évoqué l'annexion du royaume de Commagène par les Romains en 72 (épisode suivant de peu la destruction du Temple de Jérusalem par Titus en 70). Cependant, nombre de spécialistes donnent à ce texte une date beaucoup plus tardive, ou mettent en doute l'authenticité de ses références : pour Kathleen McVey, ce texte a probablement été écrit au IVe siècle par un chrétien « prenant la posture d'un païen cultivé admirateur de Jésus et de ses disciples ». Certains ont même pensé à un simple exercice rhétorique datant de l'Antiquité tardive (cf. le dernier paragraphe à la troisième personne).

## Édition
- William Cureton, Spicilegium Syriacum, containing remains of Bardesan, Meliton, Ambrose and Mara bar Serapion (texte syriaque, traduction anglaise et notes), Londres, Francis et John Rivington, 1855[6].
- Annette Merz, Teun Tieleman et David Rensberger, Mara bar Sarapion. Letter to His Son, coll. Sapere, Mohr Siebeck, Tübingen (à paraître).